# Сак (округ, Айова)
Шаблон:StateAbbr_ 42°22′52″ пн. ш. 95°06′46″ зх. д. / 42.381111111111° пн. ш. 95.112777777778° зх. д.
Округ  Сак (англ. Sac County) — округ (графство) у штаті  Айова, США. Ідентифікатор округу 19161.

## Історія
Округ утворений 1851 року.

## Демографія
За даними перепису 
2000 року 
загальне населення округу становило 11529 осіб, усе сільське.
Серед мешканців округу чоловіків було 5632, а жінок — 5897. В окрузі було 4746 домогосподарств, 3199 родин, які мешкали в 5460 будинках.
Середній розмір родини становив 2,92.
Віковий розподіл населення поданий у таблиці:
| Стать    | До 15 років | 15-21 | 22-29 | 30-39 | 40-49 | 50-65 | 65-85 | Понад 85 |
| -------- | ----------- | ----- | ----- | ----- | ----- | ----- | ----- | -------- |
| Чоловіки | 1159        | 547   | 402   | 692   | 903   | 883   | 932   | 114      |
| Жінки    | 1073        | 477   | 394   | 638   | 831   | 916   | 1236  | 332      |

## Суміжні округи
- Буена-Віста — північ
- Покахонтас — північний схід
- Калгун — схід
- Керролл — південь / південний схід
- Кроуфорд — південь / південний захід
- Іда — захід
- Черокі — північний захід

## Виноски
1. ↑  U.S. Decennial Census. United States Census Bureau. Процитовано 20 липня 2014.
2. ↑  Historical Census Browser. University of Virginia Library. Архів оригіналу за 11 серпня 2012. Процитовано 20 липня 2014.
3. ↑  Population of Counties by Decennial Census: 1900 to 1990. United States Census Bureau. Процитовано 20 липня 2014.
4. ↑  Census 2000 PHC-T-4. Ranking Tables for Counties: 1990 and 2000 (PDF). United States Census Bureau. Процитовано 20 липня 2014.
5. ↑  State & County QuickFacts. United States Census Bureau. Архів оригіналу за 7 червня 2011. Процитовано 20 липня 2014. [Архівовано 2011-06-07 у Wayback Machine.](англ.) Наведено за англійською вікіпедією.
6. ↑  American FactFinder. Бюро перепису населення США. Архів оригіналу за 26 лютого 2012. Процитовано 31 січня 2008. [Архівовано 2008-05-21 у Wayback Machine.]

| США | Це незавершена стаття з географії США. Ви можете допомогти проєкту, виправивши або дописавши її. |